# Lycée français de Berlin
Le lycée français de Berlin (en allemand : Französisches Gymnasium Berlin) fut fondé en 1689 par le prince-électeur Frédéric Ier de Prusse dans le contexte du refuge protestant qui faisait suite à la révocation de l'édit de Nantes en 1685. Le lycée a toujours réussi à garder le français comme langue d'enseignement – même à l’époque du Troisième Reich. Il est homologué par le ministère de l'Éducation nationale via l'AEFE (Agence pour l'enseignement français à l'étranger).

## Histoire

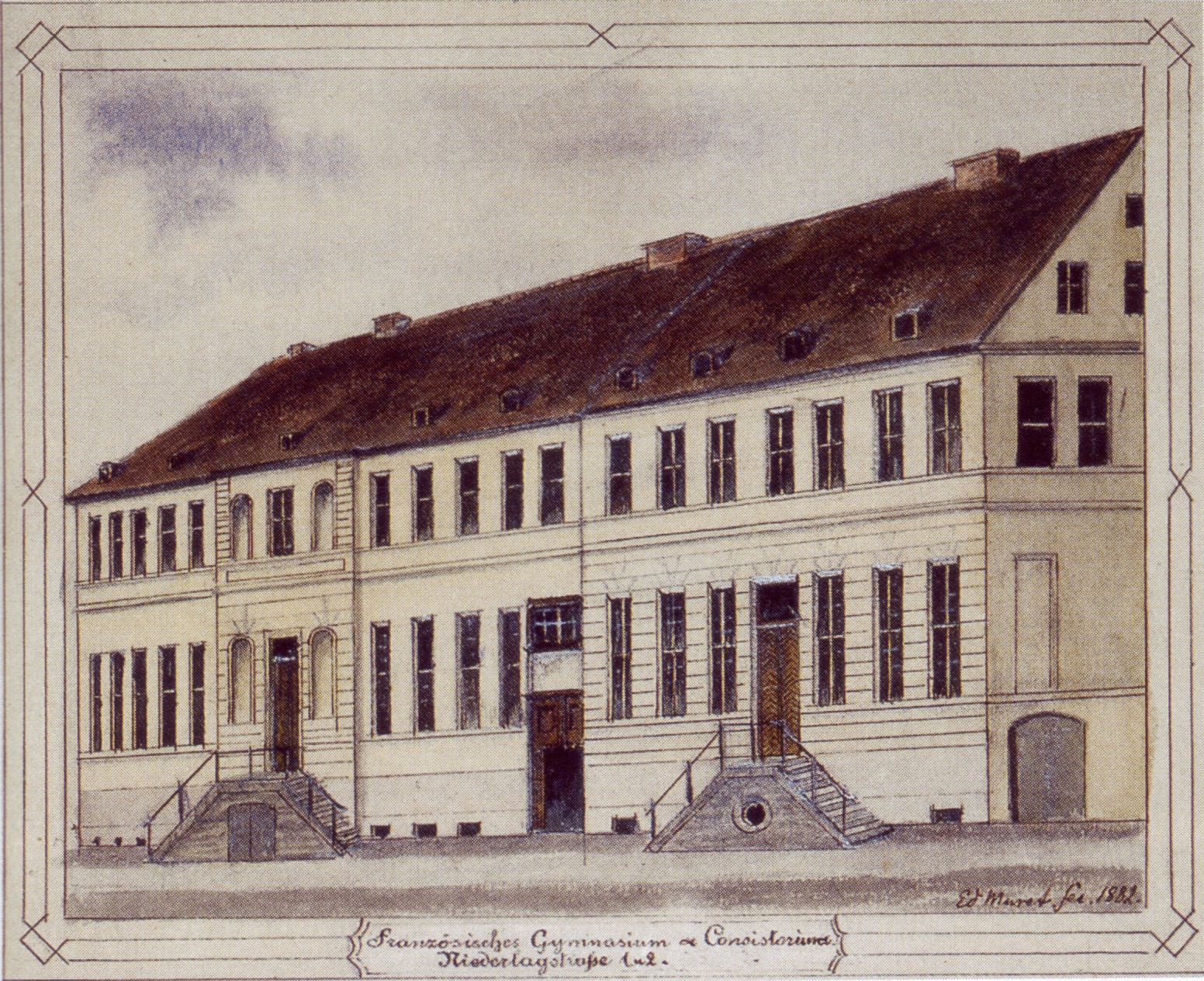
Le palais Wangenheim en 1882, locaux du lycée jusqu'en 1873, situés sur la Niederlagstraße (près d'Unter den Linden), à Dorotheenstadt.

À la suite de la révocation de l'édit de Nantes par le roi Louis XIV, et l'interdiction de pratiquer la religion protestante, des milliers de huguenots émigrèrent à l'étranger et notamment en Allemagne. Près de 15 000 Français s'installèrent à Berlin, parmi eux de nombreux huguenots de Metz.

« Les huguenots avaient toujours pour principe de créer une école là où se trouvait un temple. D'une manière générale, ils étaient très soucieux de l'éducation des enfants. La qualité de l'enseignement dispensé à l'époque fit que bien des familles allemandes envoyèrent leurs enfants au collège français ne serait-ce que pour y apprendre la langue puisque l'enseignement y était exclusivement dispensé en français. »

Au cours de son histoire, le lycée fut implanté dans différents quartiers de Berlin. Installé en 1701 dans le palais Wangenheim, sur la Niederlagstraße (près d'Unter den Linden), il y resta jusqu'en 1873, date à laquelle il déménagea, sur la Reichstagufer sur les rives de la Spree à côté de l'actuel palais du Reichstag, dans un bâtiment construit à cet effet dont les travaux furent financés par le consistoire huguenot en échange de la garantie du maintien du français comme langue d’enseignement. Ce bâtiment fut détruit pendant les bombardements de 1945, quelques semaines avant la fin de la Seconde Guerre mondiale.
Après le conflit, le lycée s'installa alors au nord de Berlin sur la Zeppelinplatz (de) dans l'arrondissement de Wedding dans ce qui fut le secteur français de la ville, qui accueillit bientôt 400 élèves. Un deuxième établissement placé sous l'égide du gouvernement militaire français de Berlin (GMFB) se trouvait également à Frohnau dans l'arrondissement de Reinickendorf et comptait une cinquantaine d'élèves. Les deux structures fusionnèrent en 1952, et les cours débutèrent l'année suivante dans de nouveaux bâtiments modernes près de la Kurt-Schumacher-Damm dans la cité Pasteur, à proximité de l'aéroport de Tegel (52° 33′ 25″ N, 13° 18′ 17″ E).

## Le lycée aujourd'hui
Depuis 1974, le lycée se trouve dans le quartier de Tiergarten (arrondissement de Mitte), au nord de la Nollendorfplatz. La plupart des élèves sont allemands, français ou franco-allemands, mais on trouve également des élèves francophones venant d'environ cinquante nations. L'établissement compte environ 900 élèves actuellement.
François Mitterrand visite le lycée pendant son premier mandat et déclare : « Ce lycée est unique au monde ». Une plaque de commémoration de cet événement est installée dans les locaux du lycée.
Les cours suivent les programmes français et les élèves peuvent passer le baccalauréat dans les options L, ES ou S, aussi l’Abitur allemand ou, dans certains cas, l'Abibac, afin d'obtenir le double diplôme. L'État français prend en charge le salaire du personnel français à travers l'AEFE, qui forme à peu près la moitié du personnel total. Le lycée est cependant une école publique berlinoise, gratuite pour tous, et les locaux et l'autre moitié du corps professoral et de la direction sont pris en charge par le sénat de Berlin.
Le lycée est régulièrement classé parmi le top 3 des meilleures écoles publiques berlinoises, en raison des performances des élèves à l'Abitur. Le taux de réussite au baccalauréat avoisine chaque année entre 97 et 100% et de nombreux lauréats au concours général des lycées sont issus du lycée. Après leur scolarité, les anciens élèves optent pour des formations supérieures très diverses en Allemagne, en France, au Royaume-Uni et dans d'autres pays.
L'enseignement de l'allemand est obligatoire pour tous. Les élèves peuvent choisir entre l'anglais et l'allemand en sixième, doivent suivre les cours de latin en cinquième, puis ont le choix entre l'espagnol et le latin en quatrième avec le grec ancien en option, de même qu'en classe de seconde. Sont proposés le théâtre, les arts plastiques et la musique comme options facultatives au niveau lycée et comme partie intégrante de la formation au niveau collège.

## Anciens professeurs
- François Bancelin
- Wernher von Braun
- Alfred Clebsch
- Mathurin Veyssière de La Croze
- Jean Pierre Erman (de)[4]
- Paul Erman (de)
- Ernst Lindenborn (de)[5]
- Philippe Naudé l'Ancien[6]
- Philippe Naudé le Jeune[6]
- Karl Ploetz
- Christian Prigent